# Ташина
Ташина (эвенк.: тасина — трещать) — река в Амурской области России, левый приток Томи.
Исток — в южных отрогах хребта Турана. Протекает по заболоченной территории, русло извилистое. Длина — 182 км, площадь водосборного бассейна — 1810 км². Участок протяжённостью 120 км входит в гидрографическую сеть Государственного природного зоологического заказника областного значения «Ташинский».

## Данные водного реестра
По данным государственного водного реестра России относится к Амурскому бассейновому округу, речной бассейн реки Амур, речной подбассейн реки — Зея, водохозяйственный участок реки — Зея от впадения р. Селемджи до устья.
Код объекта в государственном водном реестре — 20030400412118100040784.

### Притоки (км от устья)
| - 32 км: река Шкедиха (лв) - 62 км: река Биринжа (лв) - 84 км: река Большая Беренджа (лв) - 95 км: река без названия (лв) - 115 км: река Большой Исташ (лв) | - 125 км: река без названия (лв) - 125 км: река Ташинская Дзелиндка (пр) - 134 км: река Лаврушка (пр) - 143 км: река без названия (лв) - 151 км: река без названия (пр) |